# Ni guang fei xiang
Ni guang fei xiang é um filme de drama taiwanês de 2012 dirigido e escrito por Chang Jung-chi. Foi selecionado como representante de Taiwan à edição do Oscar 2013, organizada pela Academia de Artes e Ciências Cinematográficas.

## Elenco
- Sandrine Pinna
- Huang Yu-siang